# 一人一途
「一人一途」（ひとりいちず）は、2004年7月7日にインペリアルレコード（テイチクエンタテインメント）から発売されたBuzy2枚目のシングル。

## 概要
- 初回プレス分のみピクチャーレーベル仕様。

## 収録曲
1. 一人一途
2. 水色の星